# Stefan Bernheimer
Stefan Bernheimer (ur. 17 stycznia 1864 w Trieście, zm. 19 marca 1918 w Wiedniu) – austriacki lekarz okulista. 
Studiował na Uniwersytecie Wiedeńskim, w 1885 roku ukończył studia uzyskując doktorat i został asystentem w Uniwersyteckiej Klinice Okulistycznej w Heidelbergu pod kierunkiem Otto Beckera, a w 1889 roku habilitował się z okulistyki. W 1891 powrócił do Wiednia. W 1900 został mianowany profesorem okulistyki i kierownikiem kliniki okulistycznej w Innsbrucku. W 1915 objął kierownictwo 1. kliniki okulistyki Uniwersytetu Wiedeńskiego, którą kierował aż do śmierci.